# Harvard Law School
Harvard Law School (också känt som Harvard Law eller HLS) är en av Harvard Universitys fakulteter. Skolan är belägen i Cambridge, Massachusetts, USA, och är den äldsta kontinuerligt verksamma juristutbildningen i USA och är hem för det största akademiska juridikbiblioteket i världen.
Den nuvarande dekanusen vid Harvard Law School är Martha Minow, som tillträdde den 1 juli 2009. Skolan har 246 lärare. Många är framstående jurister. Harvard Law Schools fakultet var ansvariga för fler dokumentsnedladdningar på Social Science Research Network än något annat juridikskola, ett faktum som delvis förklaras med skolans storlek.
Alumner vid Harvard Law School inkluderar ett stort antal berömda personer inom juridik och politik, inklusive USA:s tidigare president Barack Obama liksom presidentkandidaten 2012 Mitt Romney. Världsledare bland sina alumner inkluderar den nuvarande taiwanesiske presidenten Ma Ying-jeou och tidigare vicepresidenten Annette Lu; Filippinernas tidigare chefsdomare, Renato Corona; Singapores chefsdomare, Sundaresh Menon; Världsbankens tidigare chef, Robert Zoellick; nuvarande FN:s högkommissarie för mänskliga rättigheter, Navanethem Pillay; och Irlands tidigare president, Mary Robinson. 149 av USA:s sittande federala domare är utexaminerade från Harvard Law School. Fem av de nio sittande domarna i USA:s högsta domstol utexaminerades från skolan (Chefsdomare John Roberts och domarna Anthony Kennedy, Stephen Breyer, Neil Gorsuch och Elena Kagan); domare Ruth Bader Ginsburg överfördes till Columbia Law School efter att ha avslutat ett års studier vid Harvard. Sju sittande amerikanska senatorer utexamninerades från skolan.
Harvard Law School har också utbildat ett stort antal ledare och innovatörer inom näringslivet. Företagsledare bland sina studenter omfattar tidigare ordförande och VD för Goldman Sachs, Lloyd Blankfein; nuvarande styrelseordförande och majoritetsägare i National Amusements, miljardären Sumner Redstone; nuvarande VD och koncernchef för TIAA-CREF, Roger W. Ferguson, Jr; förutvarande VD och styrelseordförande i Toys "R" Us, Gerald L. Storch; och tidigare VD för Delta Air Lines, Gerald Grinstein, med flera.
Varje klass i det treåriga J.D.-programmet har cirka 550 studenter. Förstaårsklassen (1L) är indelad i sju sektioner om cirka 80 studenter som tar de flesta förstaårsklasserna tillsammans. Utexaminerade från Harvard Law School har stått för 568 juridiska kontoristtjänster under de senaste tre åren,[när?] däribland en fjärdedel av alla notarier i USA:s högsta domstol.